# Tiago Alexandre Mendes Alves
Tiago Alexandre Mendes Alves, noto semplicemente come Tiago Alves (Coimbra, 19 giugno 1996), è un calciatore portoghese, centrocampista attualmente svincolato.

## Caratteristiche tecniche
È un centrocampista offensivo che può agire anche da ala.

## Carriera
Inizia la propria carriera professionistica nel Varzim, dove viene promosso in prima squadra nel 2016 dopo una stagione passata con la squadra B nel Campeonato de Portugal; debutta il 31 luglio 2016 in occasione dell'incontro di Taça da Liga vinto 2-1 contro l'Olhanense. Nel 2017 fa ritorno in terza divisione fra le file del Salgueiros e l'anno seguente passa al Belenenses SAD, che lo utilizza nella propria formazione Under-23 nella Liga Revelação.
Nel febbraio 2019 si trasferisce in Polonia firmando con l'Olimpia Grudziądz, club di terza divisione; divenuto titolare in poco tempo, al termine della stagione ottiene la promozione in I liga. Dopo aver iniziato da titolare anche la stagione seguente, nel mese di agosto viene acquistato dal Piast Gliwice, approdando quindi in Ekstraklasa; debutta nella massima divisione polacca il 29 settembre giocando il match pareggiato 0-0 contro l'Arka Gdynia.

## Statistiche
Statistiche aggiornate al 12 aprile 2021.

### Presenze e reti nei club
| Stagione        | Squadra           | Campionato      | Campionato | Campionato | Coppe nazionali | Coppe nazionali | Coppe nazionali | Coppe continentali | Coppe continentali | Coppe continentali | Altre coppe | Altre coppe | Altre coppe | Totale | Totale | Totale |
| Stagione        | Squadra           | Comp            | Pres       | Reti       | Comp            | Pres            | Reti            | Comp               | Pres               | Reti               | Comp        | Pres        | Reti        | Pres   | Reti   |        |
| --------------- | ----------------- | --------------- | ---------- | ---------- | --------------- | --------------- | --------------- | ------------------ | ------------------ | ------------------ | ----------- | ----------- | ----------- | ------ | ------ | ------ |
| 2015-2016       | Varzim B          | CdP             | 17         | 3          |                 | -               | -               |                    | -                  | -                  |             | -           | -           | 17     | 3      |        |
| 2016-2017       | Varzim B          | 4D              | 5          | 1          |                 | -               | -               |                    | -                  | -                  |             | -           | -           | 5      | 1      |        |
| 2016-2017       | Varzim            | LdH             | 14         | 2          | CP+CdL          | 1+4             | 0               |                    | -                  | -                  |             | -           | -           | 19     | 2      |        |
| 2017-2018       | Salgueiros        | CdP             | 14         | 2          | CP              | 0               | 0               |                    | -                  | -                  |             | -           | -           | 14     | 2      |        |
| feb.-giu. 2019  | Olimpia Grudziądz | 2L              | 12         | 3          | CP              | 0               | 0               |                    | -                  | -                  |             | -           | -           | 12     | 3      |        |
| lug.-ago. 2019  | Olimpia Grudziądz | 1L              | 6          | 3          | CP              | 0               | 0               |                    | -                  | -                  |             | -           | -           | 6      | 3      |        |
| ago. 2019-2020  | Piast Gliwice     | EK              | 10         | 0          | CP              | 3               | 2               |                    | -                  | -                  |             | -           | -           | 13     | 2      |        |
| 2020-2021       | Piast Gliwice     | EK              | 16         | 4          | CP              | 2               | 2               | UEL                | 0                  | 0                  |             | -           | -           | 18     | 6      |        |
| Totale carriera | Totale carriera   | Totale carriera | 94         | 18         |                 | 10              | 4               |                    | 0                  | 0                  |             | -           | -           | 104    | 22     |        |